# Май Дзя
Май Дзя (кит. трад. 麥家, спр. 麦家, піньїнь: Mài Jiā, акад. Май Цзя; нар. 1964) — сучасний китайський письменник та сценарист, лауреат літературної премії Мао Двеня (Мао Дуня). Пише головно шпигунські трилери і детективи.

## Біографія
Справжнє ім'я — Дзян Беньху (кит. трад. 蔣本滸, спр. 蒋本浒, піньїнь: Jiǎng Běnhǔ, акад. Цзян Беньху).
Народився у 1964 у селі Дзяменков, що неподалік міста Фуян, у бідній та «неблагонадійній» сім'ї. Його батько мав праві політичні погляди, дід по материнській лінії був великим землевласником, а по батьковій — християнином. Оскільки його батько був звинувачений у контрреволюційній діяльності, малий Май Дзя зазнавав цькування.
У 1981 році він поступає у Інженерно-технологічний інститут Народно-визвольної армії Китаю на радіотехнічний факультет, сподіваючись військовою кар'єрою покращити свій політичний статус. Після навчання Май Дзя отримує роботу розвідувальній службі. Пише пропаганду.
У 1986 році пише оповідання «Особистий зошит», оснований на записах з власного щоденника, та надсилає його у журнал «Квеньлвень» («Куньлунь»). Оповідання опублікували. У 1988 році журнал «Куньлунь» публікує наступний твір Май Дзя — «Життя на Бермудських островах». За нього автор отримує премію за найкращий твір року. У 1989 році Май Дзя пише роман «Модуляція» та вирішує отримати профільну літературну освіту у Академії мистецтв Народно-визвольної армії Китаю. У 1995 році видавництво Академії мистецтв НВАК видало збірку оповідань Май Дзя під назвою «Пурпурний шифр, чорний шифр».
З 1980 ро 1997 рік письменник був зосереджений на своїй військовій кар'єрі: був співробітником прес-служби, дослужився до начальника рекламного відділу. У 2008 році офіційно стає письменником, вступивши у Всекитайську асоціацію робітників літератури та мистецтва. Того ж року отримує літературні премії за романи «Послання» та «Змова». У 2013 році Май Дзя обійняв посаду голови спілки письменників провінції Джедзян. У 2014 році роман Май Дзя «Дешифрувати» виходить на Заході накладом 30 000 примірників і стає найбільш продаваною книжкою року за версією іспанського видавництва «Planeta». Журнал «The Economist» зазначив «Дешифрувати» у десятці найкращих романів 2014 року.

## Особливості творів
Події шпигунський романів Мая розгортаються у часи старої Китайської Республіки (1913—1949). На відміну від більшості інших історій про цей період, Маєві твори позбавлені надмірного патріотизму і чорно-білості суджень та мають моральну двозначність. Задля реалізму він під час написання романів використовує нещодавно розсекречені військові документи тої епохи.